# ماندي بوتشر
ماندي بوتشر هي ممثلة كندية، ولدت في 28 نوفمبر 1986 في كامبريدج في كندا.

## وصلات خارجية
- ماندي بوتشر على موقع IMDb (الإنجليزية)
- ماندي بوتشر على موقع قاعدة بيانات الفيلم (الإنجليزية)